# Treviso Foot-Ball Club 1934-1935
Questa voce raccoglie le informazioni riguardanti il Treviso Foot-Ball Club nelle competizioni ufficiali della stagione 1934-1935.

## Stagione
Nella stagione 1934-1935, con il geometra Carlo Biggi designato quale Commissario della società, il Treviso disputa la Prima Divisione piazzandosi al quarto posto garantendosi l'ammissione al nuovo campionato di Serie C, con le altre 5 classificate nei primi 6 posti.
L'attaccante Giovanni Pollini realizza 11 gol in 25 partite.

## Rosa
Elenco giocatori della stagione come da riepilogo presenze.
| N. |                   | Ruolo | Calciatore            |
| -- | ----------------- | ----- | --------------------- |
|    | Italia (bandiera) | P     | Gino De Biasi         |
|    | Italia (bandiera) | P     | Guido Guerresco       |
|    | Italia (bandiera) | D     | Dino Barluzzi         |
|    | Italia (bandiera) | D     | Oreste Chinol (I)     |
|    | Italia (bandiera) | D     | Angelo Greatti        |
|    | Italia (bandiera) | D     | Emilio Magrini        |
|    | Italia (bandiera) | D     | Antonio Moretto (I)   |
|    | Italia (bandiera) | D     | Lorenzo Moretto (III) |
|    | Italia (bandiera) | D     | Carlo Pedretti        |
|    | Italia (bandiera) | C     | Bruno Chiara          |
|    | Italia (bandiera) | C     | Carlo Fabris          |
|    | Italia (bandiera) | C     | Vittorio Furlan       |
|    | Italia (bandiera) | C     | Angelo Marcuzzo (I)   |

| N. |                   | Ruolo | Calciatore          |
| -- | ----------------- | ----- | ------------------- |
|    | Italia (bandiera) | C     | Antonino Valente    |
|    | Italia (bandiera) | C     | Giuseppe Vergani    |
|    | Italia (bandiera) | C     | Gino Visentin (II)  |
|    | Italia (bandiera) | C     | Bruno Zambon (II)   |
|    | Italia (bandiera) | A     | Bruno Bozzolo       |
|    | Italia (bandiera) | A     | Vittorio Galeotti   |
|    | Italia (bandiera) | A     | Vittorio Gavagnin   |
|    | Italia (bandiera) | A     | Alfredo Giuge       |
|    | Italia (bandiera) | A     | Carlo Marcuzzo (II) |
|    | Italia (bandiera) | A     | Giglio Meneghelli   |
|    | Italia (bandiera) | A     | Giovanni Pollini    |
|    | Italia (bandiera) | A     | Ferruccio Remeggio  |

## Statistiche di squadra
| Competizione    | Punti | In casa | In casa | In casa | In casa | In casa | In casa | In trasferta | In trasferta | In trasferta | In trasferta | In trasferta | In trasferta | Totale | Totale | Totale | Totale | Totale | Totale | DR  |
| Competizione    | Punti | G       | V       | N       | P       | Gf      | Gs      | G            | V            | N            | P            | Gf           | Gs           | G      | V      | N      | P      | Gf     | Gs     | DR  |
| --------------- | ----- | ------- | ------- | ------- | ------- | ------- | ------- | ------------ | ------------ | ------------ | ------------ | ------------ | ------------ | ------ | ------ | ------ | ------ | ------ | ------ | --- |
| Prima Divisione | 30    | 12      | 10      | 0       | 2       | ?       | ?       | 13           | 2            | 6            | 5            | ?            | ?            | 25     | 12     | 6      | 7      | 44     | 33     | +11 |
| Totale          |       | 12      | 10      | 0       | 2       | ?       | ?       | 13           | 2            | 6            | 5            | ?            | ?            | 25     | 12     | 6      | 7      | 44     | 33     | +11 |